# Ptychadena bunoderma
The Rough Ridged Frog (Ptychadena bunoderma) là một loài ếch trong họ Ptychadenidae.
Nó được tìm thấy ở Angola, Zambia, và có thể cả Cộng hòa Dân chủ Congo.
Các môi trường sống tự nhiên của chúng là xavan ẩm và đồng cỏ nhiệt đới hoặc cận nhiệt đới vùng ngập nước hoặc lụt theo mùa.